# A54-es autópálya (Olaszország)
Az A54-es autópálya egy 8,4 km hosszúságú autópálya Olaszországban, Lombardia régióban. Fenntartója az Milano Serravalle - Milano Tangenziali S.p.A.

## Útvonal
Az út  kezdőpontja Pavia északi részén, a 35-ös főútról való leágazásnál kezdődik. Egyből áthalad egy kis patak felett, majd ismét keresztezi a patakot, itt délnek fordul és egy hídon áthalad a 35-ös főut felett is. Az út miután keresztezte az 526-os utat, a Ponte sul fiume Ticino nevű hídon áthalad a Ticino folyón is. Az A54-es autópálya felett áthalad a Pavia vasútállomása felé tartó vasútvonal, majd keresztezi a Via Piemonte nevű utat is. Az autópálya egy egyenes szakasz után beletorkollik a 35-ös főútba.